# Oxyspora exigua
Oxyspora exigua är en tvåhjärtbladig växtart som först beskrevs av William Jack, och fick sitt nu gällande namn av J.F. Maxwell. Oxyspora exigua ingår i släktet Oxyspora och familjen Melastomataceae. Inga underarter finns listade i Catalogue of Life.